# Smirnoff
Smirnoff (Russisch: Смирнов) is een Russisch wodkamerk, afkomstig uit Rusland.
De oprichter van Smirnoff, Pjotr Arsenjevitsj Smirnov begon zijn destilleerderij in de tijd van het tsaristische regime, in 1864 te Moskou.

## Geschiedenis
Smirnoff smaakte anders dan alle andere dranken. Dit werd veroorzaakt doordat het destillaat werd gefiltreerd met houtskool dat van schors van de zilverberk werd gemaakt. Doordat het zo goed werd gefilterd, werd Smirnoff een van de beste wodka's.
Later dronken tsaren en militairen veel Smirnoff en toen steeg de verkoop voor een tweede keer.
In 1875  werd Vladimir Smirnov geboren, hij zette het levenswerk van zijn vader voort. Maar in 1917 werd de productie aan banden gelegd. Tijdens de Oktoberrevolutie kwamen de bolsjewieken aan de macht en de private bedrijven moesten sluiten. In 1919 kwam de productie helemaal stil te liggen, en Vladimir Smirnov sloot zich aan bij de Witte Legers. Hierdoor werd hij een door de nieuwe machthebbers gezochte misdadiger. Hij trachtte nog te voorkomen dat hij zou worden opgepakt, maar slaagde daar niet in en werd ter dood veroordeeld. 
Hij werd meerdere malen voor het vuurpeloton gebracht, maar men verleende hem steeds gratie. Vervolgens werd hij bevrijd door de Witte Legers en na een lange vlucht uit Rusland begon hij de productie van Smirnoff opnieuw in Parijs, in 1925. Daarmee wilde hij de familienaam eer aandoen.
In 1933 begon de productie van Smirnoff in de Verenigde Staten. In Amerika vond Vladimir veel drankliefhebbers, maar zij hielden alleen maar van whisky.
Na enkele jaren was Smirnoff bijna failliet. De nieuwe baas van Smirnoff, John Martin, had in eerste instantie geen enkel idee wat te doen met zijn nieuwe bedrijf. Hij werd bijna ontslagen, maar bedacht toen het plan om wodka te lanceren als 'witte whisky'. Door deze positionering is de verkoop van Smirnoff daarna voortdurend blijven stijgen. In 1950 werd er driemaal zoveel verkocht als in 1947 en in 1951 nog weer eens tweemaal zoveel. 
De mensen die nieuwe cocktails en nieuwe namen voor dranken bedachten, zoals Bloody Mary, Moscow Mule, Screwdriver en Wodka Martini, werden door Smirnoff geïnspireerd. Woordvoerders van Smirnoff stellen dat deze cocktails tot stand zijn gekomen door de invloed van Smirnoff.
Smirnoff leek nu geïntegreerd te zijn in de Amerikaanse cultuur, in de jaren 60 werd het de drank van Hollywood. Bekende acteurs en artiesten drinken heel veel cocktails. In deze cocktails is Smirnoff een belangrijk onderdeel. De verkoop bleef hoog, en Smirnoff bleef bekend doordat er veel voor werd geadverteerd. 
In 1990 werd Smirnoff Ice gelanceerd en dit werd veel verkocht. Af en toe wint Smirnoff een wedstrijd voor dranken. Volgens Smirnoff blijven ze veel bekendheid houden doordat de drank origineel is en uitmuntend smaakt.
In 1992 werd in Oekraïne het wodkamerk Смирновъ (Smirnov) gelanceerd onder de slogan 'de enige echte Smirnov', hetgeen leidde tot een conflict met de eigenaren van Smirnoff, dat na een serie processen het merk terugwonnen. In 2006 sloot Diageo een joint venture met Смирновъ.
In 1991 werd in Rusland door Boris Smirnov (een nakomeling van Pjotr Smirnov) het wodkamerk Smirnov (Смирнов) gelanceerd, dat vervolgens eveneens verzeild raakte in rechtszaken met Smirnoff. Dit leidde ertoe dat Smirnoff echter werd verboden in het hele GOS. Uiteindelijk werd het conflict opgelost door Smirnov op te nemen als een joint venture tussen de Alfagroep en Diageo en het merk fungeert nu als zusterproduct van Smirnoff.

## Samenstelling
De klassieke Smirnoff naar het authentieke recept "no. 21" van Pjotr Arsenjevitsj Smirnov, is een combinatie van puur, gedemineraliseerd water en een neutrale drank met een hoog alcoholgehalte, verkregen door graan en andere ingrediënten. Het mengsel wordt driemaal gedestilleerd. Deze mix wordt dan meermaals gefilterd door houtskool van de zilverberk. De smaak van Smirnoff wordt beïnvloed door de tijd dat het mengsel contact heeft met het houtskool. De wodka wordt nog steeds geproduceerd volgens Pjotrs recept, maar mettertijd zijn de productiemethoden en grondstoffen wel enigszins veranderd. Omdat Smirnoff over de hele wereld, in vijf continenten wordt gebrouwen verschilt de samenstelling ook enigszins. Maar de essentiële bestanddelen en de unieke methode zijn uiteraard dezelfde. Alleen de boomschorssoort verschilt nu enigszins, omdat de nieuwe baas Diageo andere houtsoorten gebruikt.